# Крыштановская, Ольга Викторовна
О́льга Ви́кторовна Крыштано́вская (род. 24 ноября 1954, Москва, СССР) — советский и российский социолог, специалист по элитам. Кандидат философских наук, доктор социологических наук, профессор.

## Биография
Ольга родилась в семье филологов в 1954 году.
В 1979 году она окончила философский факультет МГУ имени М. В. Ломоносова, специальность «Научный коммунизм».
По завершении учёбы, с 1979 года, Ольга Викторовна работала в Институте конкретных социальных исследований (институт фактически занимается социологией).
В 1986 году она защитила диссертацию на соискание учёной степени кандидата философских наук по теме «Общественно-политическая деятельность как фактор социального развития инженерно-технической интеллигенции» (специальность 09.00.09 — «прикладная социология»).
С 1989 по 2017 год О. В. Крыштановская руководила Центром изучения элит в Институте социологии АН СССР.
В 2004 году она получила учёную степень доктора социологических наук, защитив в МГИМО диссертацию на тему «Трансформация российской элиты: 1981-2003 гг.».
С 2009 года О. В. Крыштановская — член партии «Единая Россия».
В 2010 году Крыштановская возглавила женское «прокремлёвское» общественное движение «Отличницы», цель которого — продвижение женщин в представители власти.
6 февраля 2012 года О. В. Крыштановская была зарегистрирована как доверенное лицо кандидата в Президенты РФ и действующего Председателя Правительства Российской Федерации Владимира Путина.
11 июня 2012 Крыштановская «приостановила» членство в ЕР, заявив, что переключается с изучения властных кругов на оппозиционные.
С 2012 года Крыштановская является директором исследовательского центра «Лаборатория Крыштановской» (до этого работала директором Центра изучения элит Института социологии РАН).
2019-н.в. Председатель диссертационного совета Д 212.049 по специальностям: 22.00.08 — социология управления и 19.00.05 — социальная психология
2018-н.в. Главный редактор журнала «Цифровая социология» (ГУУ)
2017-н.в. Член Редакционного совета журнала «Вестник университета» ГУУ (ВАК)
2017-н.в. Член Редакционного совета журнала «Управление» (ВАК)
2008—2019 Член Редакционного совета журнала «Политические исследования» (ВАК)
2009-н.в. Член Редакционного совета журнала «Europe-Asia» (Корея)
2008-н.в. Член Редакционного совета журнала «Идеи и идеалы» (Россия, Новосибирск)
2005-н.в. Член Наблюдательного совета журнала «Мировая энергетика» (Россия)
1993-н.в. Член редакционного Совета журнала «The Journal of Communist and Transition Politics» (Великобритания)
1995-н.в. Член Совета директоров издательского дома «Человек и карьера» (Россия)
1998-н.в. Член Британской ассоциации славистов (BASES, Кембридж, Великобритания)
1995-н.в. Член международной ассоциации славистов (AAASS, США)
1996—1998 Директор российско-американского проекта «Форум Российских губернаторов» (совместный проект Администрации Президента РФ и Woodrow Wilson Center, США)
1992—1995 Политический обозреватель еженедельников «Аргументы и факты», «Московские новости»
2017-н.в. Советник председателя Государственной Думы ФС РФ
2014—2017 Советник первого заместителя руководителя Администрации президента РФ
1996—2000 Консультирование политических партий КПРФ, «Женщины России», «Единая Россия»
2000-н.в. Консультирование компаний Сбербанк CIB, JP Morgan, Morgan Stanley, L’Oréal, Moody’s, Price Waterhouse, Smirnoff, Siemens и др.
1996-н.в. Консультирование посольств Франции, Великобритании, США, Японии, Испании, Австралии, Литвы, Финляндии
На 2009 год О. В. Крыштановская — академик «Академии политической науки».

## Научные интересы
Областью научных интересов О. В. Крыштановской является социология элит.

### Научная работа
С 1990 по 2018 гг. Ольгой Крыштановской получено более 70 исследовательских грантов от российских и зарубежных фондов: Российский гуманитарный научный фонд (РГНФ), Российский благотворительный фонд, ИСЭПИ, Российский союз ректоров, Российский союз пенсионеров, Лига здоровья нации, Союз женщин России, фонд ИСЭПИ; FAFO (Норвегия), Карнеги Корпорация (США), Фонд Макартуров (США), Фонд Форда (США), Фонд Сороса (США), Кеннановский институт (США), NCSEER (США), USAID (США), Мировой Банк (США); Институт международных отношений и безопасности (Германия); Фонд НАТО; ESRC (Великобритания); CIDA (Канада); Миланский коммерческий университет (Италия) и др.[значимость факта?]
В ряде баз данных научного цитирования отмечались следующие показатели:[когда?]

[значимость факта?]
- Web of Science: Kryshtanovskaya Olga: количество цитирований без самоцитирования — 289
- Scopus: Kryshtanovskaya Olga. суммарное количество цитирований без самоцитирования — 419
- РИНЦ: Крыштановская О. В. суммарное количество цитирований без самоцитирования — 3046

Индекс Хирша в системах:[когда?]

[значимость факта?]
- Web of Science: Kryshtanovskaya, Olga. h-индекс — 8
- Scopus: Kryshtanovskaya, Olga. h-индекс — 10
- РИНЦ: Крыштановская, О. В. h-индекс — 19

## Награды
- О. В. Крыштановская — Почётный профессор Университета Глазго[6].

- 2012 — Благодарность Президента РФ В. В. Путина
- 1998 — Медаль «В память 850-летия Москвы»
- 1996—1998 — удостоена международных наград Биографического института США «Выдающийся профессионал мира»[когда?]

 и «Женщина мира 1997»

## Профессиональный опыт
1979—2017	старший лаборант, младший научный сотрудник, научный сотрудник, старший научный сотрудник, руководитель сектора, главный научный сотрудник Института социологии РАН (Москва).
1992-н.в. Генеральный директор ЗАО «Институт прикладной политики» (Москва).
2017-2022. Директор Центра изучения Российской элиты, заведующая кафедрой социологии, психологии управления и истории Государственного университета управления (Москва).
2022-н.в.  Директор Научного центра цифровой социологии «Ядов-центр» Российского государственного гуманитарного университета (Москва).

## Повышение квалификации и стажировки
1993 — Кембриджский университет (Великобритания)
1994, 1997 — Глазго Университет (Великобритания)
1995—1996 — Джорджтаунский университет (Вашингтон, США), визитинг-профессор
1996 — Карнеги Корпорейшн (Нью-Йорк, США)
1997, 1999 — Центр Вудро Вилсон, Кеннановский Институт (Вашингтон, США)
1998 — Зальцбургская школа лидерства (Зальцбург, Австрия)

## Личная жизнь
Ольга Викторовна была в браке с математиком и социологом А. О. Крыштановским и приняла его фамилию. После развода она оставила фамилию мужа.
У О. В. Крыштановской есть сын.

## Высказывания и критика
Вот лежала я у голубого бассейна лучшего отеля 5-звёздочного на Кипре и думала: «блиииин! Ну, могла ли я, простая русская женщина, представить себе, что буду в такой красоте госпожой и барыней отдыхать? И что прислуживать мне станут наши эмигранты — горничные, шофёры, официанты? Мы, оставшиеся в России, приезжаем теперь в разные страны состоятельными туристами. А они — эмигрировавшие за лучшей долей — убирают за нами, возят нас, подают нам…»
— Ольга Крыштановская // Facebook  8 октября 2012 года. Крыштановская, Ольга Викторовна. Дата обращения: 10 октября 2012. Архивировано 10 октября 2012 года.
Это высказывание вызвало значительный отклик. По мнению Андрея Илларионова Крыштановская в этом высказывании синтезировала формулу русской национальной идеи, сформулированную ещё Пушкиным: «Не хочу быть чёрною крестьянкой, // Хочу быть столбовою дворянкой… // Перед нею усердные слуги…» а Ю. Латынина назвала его «маленьким социологическим шедевром, блистательно характеризующим мироощущение путинской элиты».

## Основные публикации
- Крыштановская О. В. Инженеры: Становление и развитие профессиональной группы / Отв. ред. Ф. Р. Филиппов. — М.: Наука, 1989. — 144 с. — ISBN 5-02-013328-0.
- Крыштановская О. В., Радзиховский Л. А. Каркас власти: Опыт политологического исследования // Вестник Российской академии наук. — 1993. — Т. 63, № 2. — С. 94—101.
- Крыштановская О. В. Нелегальные структуры в России // Социологические исследования. — 1995. — № 8. — С. 94—106. — ISSN 0132-1625.
- Крыштановская О. В. Финансовая олигархия в России // Известия. — 1996. — 10 января.
- Крыштановская О. В. Бизнес-элита и олигархи: Итоги десятилетия // Мир России. — 2002. — Т. 11, № 4. — С. 3—60. — ISSN 1811-038X.
- Крыштановская О. В., Хутоярский Ю. В. Элита и возраст: Путь наверх // Социологические исследования. — 2002. — № 4. — С. 49—60.
- Крыштановская О. В. Трансформация бизнес-элиты России: 1998—2002 // Социологические исследования. — 2002. — № 8. — С. 17—49.
- Крыштановская О. В. Режим Путина: Либеральная милитократия? (недоступная ссылка — история) // Pro et Contra. — 2002. — Т. 7, № 4. — С. 158—180.
- Крыштановская О. В. Бывшие: Тенденции нисходящей мобильности российской элиты // Общественные науки и современность. — 2003. — № 5. — С. 33—39. — ISSN 0869-0499.
- Крыштановская О. В. Формирование региональной элиты: Принципы и механизмы // Социологические исследования. — 2003. — № 11. — С. 3—13.
- Крыштановская О. В. Современные концепции политической элиты и российская практика // Мир России. — 2004. — Т. 13, № 4. — С. 3—39.
- Крыштановская О. В. Анатомия российской элиты. — М.: Захаров, 2005. — 384 с. — 10 000 экз. — ISBN 5-8159-0457-0.